# Cacoxenus pictipennis
Cacoxenus pictipennis är en tvåvingeart som beskrevs av Tsacas och Chassagnard 1999. Cacoxenus pictipennis ingår i släktet Cacoxenus och familjen daggflugor. Inga underarter finns listade i Catalogue of Life.